# Ophthalmoblapton macrophyllum
Ophthalmoblapton macrophyllum är en törelväxtart som beskrevs av Allemao. Ophthalmoblapton macrophyllum ingår i släktet Ophthalmoblapton och familjen törelväxter. Inga underarter finns listade i Catalogue of Life.